# Amphidrina jordana
Amphidrina jordana är en fjärilsart som beskrevs av Otto Staudinger 1894. Amphidrina jordana ingår i släktet Amphidrina och familjen nattflyn. Inga underarter finns listade i Catalogue of Life.